# Чан Моу
Чан Моу (кит.: 陳某) — китайський художник коміксів із Гонконгу. Його перший власноруч написаний комікс Нелюдський (不是人), заснований на періоді трьох королівств і випущений у 1996 році, приніс йому численні нагороди та визнання.
Його творчий псевдонім Чан Моу, що в перекладі означає «містер Чан», є досить поширеним. Це ім'я не лише підкреслює його стриманість, але й допомагає йому вирізнятися серед інших відомих авторів. Перед тим, як зайнятися манхуа, він працював графічним дизайнером у сфері рекламних послуг.
У першому томі The Ravages of Time він описав свою відсутність інтересу до нинішнього основного ринку коміксів. Однак його власна пристрасть до їхніх екшнів і картин спонукала його створити власний комікс.
У дитинстві Чан захоплювався науковою фантастикою, мультфільмами та Ультраменом . В університеті отримав спеціальність образотворче мистецтво. Після його закінчення влаштувався працювати графічним дизайнером у сфері реклами. Він мав досвід роботи з друкованою рекламою на телебаченні та в газетах, а також працював із топ-менеджментом.
Незадоволений лише виконанням простих завдань, він зрештою був спонуканий створити свою першу незалежну роботу Нелюдський та взяти участь у кількох конкурсах.
Більшість його творів пов'язані з історією, переплетеною з байками та казками. Якось репортер запитав Чана про відмінність між історією та байками, і він відповів, що справжня історія не існує. Він вважає, що історія є штучною, написаною тими, хто завойовує країну. Таким чином, об'єднання всіх байок і романів з історичними книгами може навіть перевершити довіру до історичних текстів.

## Основні роботи
- Нелюдський (不是人)
- God Pretender (充神榜)
- Руйнування часу(інші мови) (火鳳燎原)